# Raneya
Raneya is een monotypisch geslacht van straalvinnige vissen uit de familie van naaldvissen (Ophidiidae).

## Soort
- Raneya brasiliensis (Regan, 1903)